# 小川信行
小川 信行（おがわ のぶゆき、1976年10月4日 - ）は、日本の元俳優。東京都出身。身長：176cm、血液型はO型。オフィス・メイに所属していた。

## 人物・来歴
1994年1月にフジテレビ「アジアバグース!」グランドチャンピオン大会に出場したのがデビューのきっかけ。その後ドラマに多く出演した。

## 出演

### テレビドラマ
- エリアコードドラマ『BUS STOP』（1995年10月-12月、HTB）
- TOKYO23区の女〜渋谷区の女〜（1996年4月-9月、フジテレビ）
- 恋物語 せつない夜は逢いたくて「その人の匂い」（1996年9月27日、TBS系）
- 青の時代 第1話-第3話（1998年7月-9月、TBS系）
- 可愛いだけじゃダメかしら? 最終話（1999年3月15日、テレビ朝日系）
- 身辺警護3（1999年5月18日、日本テレビ系 火曜サスペンス劇場）
- 真夏の恐怖劇場2「ファミリー」（1999年7月19日、TBS系 月曜ドラマスペシャル）
- はみだし刑事情熱系4 第16話（1999年10月-2000年3月、テレビ朝日系）
- 仮面ライダークウガ（2000年1月-2001年1月、テレビ朝日系） - ズ・バヅー・バ 役（第3話-第6話）、ゴ・バダー・バ 役（第21話-第33話）
- 池袋ウエストゲートパーク 第2話（2000年4月-7月、TBS系）
- だます女だまされる女（2000年10月24日、日本テレビ系 火曜サスペンス劇場）
- こちら第三社会部（2001） - 吉田浩行
- 刑事★イチロー 第4話（2003年1月-3月、TBS系）
- 月曜ミステリー劇場 探偵 左文字進8・鶴富姫伝説の殺意（2003年9月29日、TBS）
- ウルトラマンマックス（2005年7月-2006年4月、CBC=TBS系） - コバ・ケンジロウ役
- 土曜ワイド劇場「京都南署鑑識ファイル」（2005年10月、テレビ朝日）
- 土曜ワイド劇場「京の女鑑識官 円城寺りつ子」（2005年12月、テレビ朝日）
- DRAMA COMPLEX 松本清張スペシャル「共犯者」（2006年5月、日本テレビ） - 社員 役
- 特命!刑事どん亀（2006年7月、TBS）
- 土曜ワイド劇場「京都南署鑑識ファイル3」（2006年11月、テレビ朝日）
- 火曜ドラマゴールド 「ビネツ〜美肌の誘惑」（2006年11月、日本テレビ）
- 特集ドラマ「グッジョブ」（2007年3月、NHK）
- 警視庁捜査ファイル さくら署の女たち 第4話（2007年8月、テレビ朝日）
- 金曜プレステージ 浅見伝説三部作「熊野古道殺人事件」（2008年1月、フジテレビ）
- 土曜ワイド劇場「天才刑事・野呂盆六5」（2010年2月、朝日放送） - 赤井刑事 役
- 月曜ゴールデン「警視庁再犯防止課 真崎英嗣」（2011年8月、TBS系） - 石川譲司 役

### 映画
- 人間の翼 最後のキャッチボール（1996年、岡本明久監督）
- 極道の妻たち 地獄の道づれ（2001年東映、関本郁夫監督）

### オリジナルビデオ
- 幻魔殺法帖 新撰組秘抄（1997年大映）
- 新・湘南爆走族　荒くれKNIGHT3（1999年東映ビデオ）
- 実録・九州やくざ抗争史 LB熊本刑務所 侠牙（2002年、ミュージアム）

### ゲーム
- 仮面ライダークウガ - ズ・バヅー・バ役

### その他
- ケータイ連続ドラマ 「恋する血液型」（2008年）